# Нічниці (демони)
Нічниці (біл. начніца, пол. nocnica, płaczka, болг. горска майка, ношно, серб. шумска маjка, бабице, ноћнице, хорв. mrake, vidine, словен. nočnine, mračnine, рос. ночница) — нічні демониці у слов'ян. Нападають головним чином на дітей та не дають їм спати. Проникають у будинок через вікно або двері, пролізають під колискою, стоять біля узголів’я або залізають в колиску; б’ють, щипають, смикають дитя, так що воно плаче і не може спати. 
Нічниці — це схожі на птахів, кажанів або хробаків примари, рідше — жінки з довгим волоссям у чорному одязі. Вони проникають у будинок через вікно або двері та б'ють дитину. Також нівечать пташині гнізда, випивають яйця та душать пташенят.
Нічницями ставали ненароджені діти або ті, хто вбив свою матір.
Зі страху перед нічницями матері остерігалися після заходу сонця залишати надворі пелюшки, виходити з будинку та виносити дитину. Не залишали відкритою колиску та застосовували різні обереги. Не купали дітей у воді, що стояла ніч надворі.
Для рятування від нічниць дітей купали у настої різних рослин, робили з ганчірок або пелюшок ляльок, ставили їх по 2-3 на кожне вікно, підкидали у чужі вози на базарі тощо. Вигнання нічниць звичайно супроводжувалося ритуальним діалогом через поріг, вікно або піч.
Вважалося, що чистокровна нічниця — істота небезпечна, але керована. Нею керують емоції, тому нею легко керувати. Нічниці змушують сумніватися, вірити в страхи, в погані сни. Доводять людей до божевілля, навіюють жахи. Можуть наслати безсоння, або летаргійний (непробудний) сон.